# Кугитангтау
Кугитангтау (на узбекски: Koʻhitang tizmasi; на туркменски: Köýtendag; на руски: Кугитангтау) е планински хребет, крайно югозападно разклонение на Хисарския хребет, част от планинската система на Хисаро-Алай, разположен на териториите на Узбекистан и Туркменистан. Простира се от север на юг на протежение около 100 km, като на север чрез Акрабатския проход се свързва с хребета Байсунтау, а на юг завършва на десния бряг на река Амударя. На изток склоновете му се спускат към широката долина на река Сурхандаря (десен приток на Амударя), а на запад постепенно потъват в южната част на Каршинската степ. Изграден е основно от седиментни наслаги, в т.ч. варовици и гипс със силно развити карстови форми. Максимална височина връх Айрибаба 3138 m (37°47′20″ с. ш. 66°33′21″ и. д. / 37.788889° с. ш. 66.555833° и. д.), разположен в средната му част, на узбекско-туркменската граница. От източните му склонове водят началото си малки, къси и маловодни десни притоци на река Шерабад, а от западните – река Кугитанг (десен приток на Амударя). Долните части на склоновете му са покрити с полупустинна растителност, а нагоре следват планински субтропични степи с ксерофитни храсти, шамфъстък, редки гори от арча (вид хвойна) и планинска степ.

## Топографска карта
- J-42-А М 1:500000[2]
- J-42-В М 1:500000[3]